# Râul Dâmbova
Râul Dâmbova este un curs de apă, afluent al râului Jiu. 